# Lophomachia lalashana
Lophomachia lalashana là một loài bướm đêm trong họ Geometridae.